# Sylvestre Ntibantunganya
Sylvestre Ntibantunganya (nacido el 8 de mayo de 1956) es un político burundés. Fue vocero de la Asamblea Nacional de Burundi de diciembre de 1993 hasta el 1 de octubre de 1994 y Presidente de Burundi del 6 de abril de 1994 hasta el 25 de julio de 1996 (interino hasta octubre de 1994).

## Biografía
Nació en Gishubi, Gitega, y pertenece a la etnia hutu. Asumió como Ministro de asuntos exteriores brevemente durante 1993.
Asumió la presidencia del país, cuándo el presidente anterior, Cyprien Ntaryamira, fuese asesinado en un accidente aéreo (asesinato en el cual también falleció el presidente ruandés Juvénal Habyarimana). Ntibantunganya dejó su cargo cuando fue depuesto por Pierre Buyoya en un golpe de Estado en 1996.
Ntibantunganya es senador vitalicio, tras haber sido exjefe de estado.